# Du Li
Du Li (杜丽S, Dù LìP; 5 marzo 1982) è una tiratrice a segno cinese.

## Carriera
Ha vinto due medaglie olimpiche nel tiro a segno, entrambe d'oro. In particolare ha conquistato la medaglia d'oro alle Olimpiadi di Atene 2004 nella specialità 10 metri aria compressa femminile e la medaglia d'oro alle Olimpiadi di Pechino 2008 nella carabina 50 metri 3 posizioni femminile.
Ha partecipato anche alle Olimpiadi 2012 e alle Olimpiadi 2016 dove ha vinto un argento nella carabina 10 metri aria compressa e un bronzo nella carabina 50 metri 3 posizioni..
Nelle sue partecipazioni ai campionati mondiali di tiro ha ottenuto una medaglia d'oro nel 2006 (AR40) e una medaglia d'argento nel 2002 (AR40).
Inoltre ha vinto, in diverse specialità, due medaglie d'oro (2002 e 2006) ai giochi asiatici, quattro medaglie d'oro (2004, 2005, 2006 e 2007), due d'argento (2003 e 2009) e una di bronzo (2008) alla ISSF World Cup.

## Vita privata
Nel novembre 2009 si è sposata con il collega Pang Wei.

## Palmarès
- Olimpiadi

Atene 2004: oro nella carabina 10 metri aria compressa.
Pechino 2008: oro nella carabina 50 metri 3 posizioni.
Rio de Janeiro 2016: argento nella carabina 10 metri aria compressa, bronzo nella carabina 50 metri 3 posizioni.
- Mondiali

Lathi 2002: argento nella carabina 10 metri aria compressa.
Zagabria 2006: oro nella carabina 10 metri aria compressa.
- Giochi asiatici

Busan 2002: oro nella carabina 50 metri 3 posizioni.
Doha 2006: oro nella carabina 10 metri aria compressa.